# Arbeitskampfbilanz
Die Arbeitskampfbilanz (auch Streikbilanz) ist die Erfassung der durch Arbeitskämpfe, d. h. Streik und Aussperrung ausgefallenen Arbeitstage. In Deutschland wird die Arbeitskampfbilanz vom Wirtschafts- und Sozialwissenschaftlichen Institut (WSI) der gewerkschaftsnahen Hans-Böckler-Stiftung erfasst.

## Kennzahlen
- ausgefallene Arbeitstage
- Teilnehmer an Streiks
- Tarifkonflikte mit Arbeitsniederlegungen

Die Bilanz dient der Vergleichbarkeit der Arbeitskämpfe in verschiedenen Jahren und verschiedenen Ländern. Sie wird von deutschen Medien häufig rezipiert.

## Kritik
Die Arbeitskampfbilanz der WSI ist nur eine Schätzung auf Basis von Gewerkschaftsmeldungen, Pressemeldungen und ergänzenden Recherchen des Instituts. Dieses errechnet auf dieser Basis die Summe arbeitskampfbezogener Streiktage aller beteiligten Beschäftigten. Die Bundesagentur für Arbeit weist in ihren veröffentlichten Statistiken weniger Streiktage pro Beschäftigtem aus. Diese Angaben stützen sich Angaben der Arbeitgeber. Nach Meinung der WSI sind dies aber lückenhaft.